# Groote Museum
Het Groote Museum is een nooit afgebouwd museum op Nationaal Park De Hoge Veluwe. 

## Geschiedenis
In opdracht van het echtpaar Kröller-Müller, werd na jarenlang plannen en ontwerpen door architect Henri Van de Velde in 1921 gestart met de bouw van het kunstmuseum. De ernstige financiële problemen in het bedrijf van Anton Kröller heeft de financiering moeten staken en het project tijdens de bouw in 1922 doen sneuvelen. Alleen de grondwerkzaamheden waren voltooid en een aantal, zogenaamde, keermuren voor de terrassen. Uiteindelijk is het museum alsnog gebouwd op een andere locatie in een kleiner concept, het huidige Kröller-Müller Museum.
Tijdens de bouw werd voor het vervoer van de bouwmaterialen en de zware, op maat gezaagde blokken Maulbronner-zandsteen voor de bouw van het museum en de materialen voor het beton voor de keermuren, vanaf Wolfheze een speciale spoorlijn in smalspoor naar de bouwplaats aangelegd, het zogenaamde 'Geitenlijntje'. Hoewel deze lijn na het niet doorgaan van de bouw van het museum opgebroken werd, is het baanlichaam deels nog in het landschap terug te vinden (Wildbaanweg). Later werd een deel van de lijn gebruikt voor raccordement vliegveld Deelen. Uiteindelijk werden de betonnen fundamenten van de keermuren niet afgebouwd en werd een deel van de blokken zandsteen gebruikt in het park voor het vervaardigen van beelden en de President Steynbank uit 1924, een omvangrijke, gestileerde bank naar ontwerp van de Henry Van de Velde. Ook is een deel gebruikt voor het pomphuis van het Sint Hubertusslot en verkocht aan de Eerebegraafplaats Bloemendaal voor de vervaardiging van grafmonumenten. De rest van de blokken ligt verspreid in het stuifzand van het Pampelse Zand.

## Rijksmonument
Er resteert nog een aantal keermuren langs de Houtkampweg ten zuiden van het Kröller-Müller Museum die de status van rijksmonument hebben gekregen, omdat ze van grote waarde zijn voor de architectuurgeschiedenis.

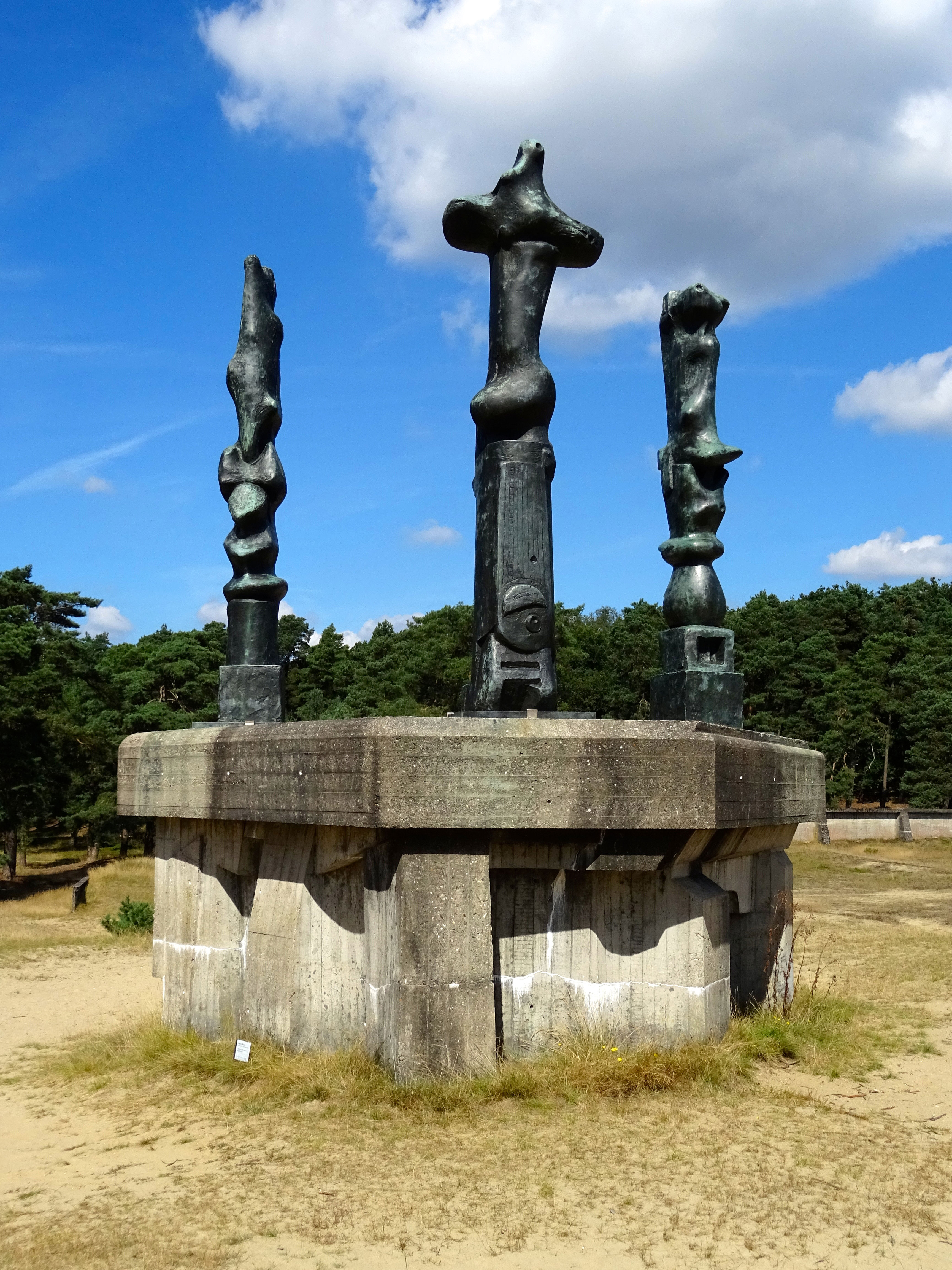
Three Upright Motives van Henry Moore

## Henry Moore
Aan de voet van een van de keermuren staat in het Pampelse Zand aan de Wildbaan het beeld Three Upright Motives van Henry Moore, dat feitelijk deel uitmaakt van het Beeldenpark van het Kröller-Müller Museum.